# Adi Sofer
Adi Sofer (hebräisch עדי סופר; * 21. Januar 1987 in Tel Aviv) ist ein israelischer ehemaliger Fußballspieler.
Sofer begann seine Karriere 2003 mit Maccabi Hertzliya und gab sein Debüt in der Saison 2007/2008 in der Ligat ha’Al. Im Januar 2011 verließ er auf Leihbasis Maccabi Hertzliya und wechselte zu Hapoel Afula. Nach seiner Rückkehr im August 2011 absolvierte der offensive Mittelfeldspieler ein Probetraining beim deutschen Drittligisten FC Carl Zeiss Jena. Im Oktober 2011 unterschrieb er für Hapoël Ashkelon. Er blieb zwei Jahre im Verein und war ab 2013 für jeweils eine Saison bei Maccabi Netanja, Hapoel Jerusalem, Hapoel Ramat Gan und Hapoel Herzliya unter Vertrag. Dann beendete er seine Karriere.